# Tătaru (okręg Prahova)
Tătaru – wieś w Rumunii, w okręgu Prahova, w gminie Tătaru. W 2011 roku liczyła 354 mieszkańców.